# Magny-Jobert
Magny-Jobert ist eine französische Gemeinde im Département Haute-Saône in der Region Bourgogne-Franche-Comté.

## Geographie
Magny-Jobert liegt auf einer Höhe von 305 m über dem Meeresspiegel, neun Kilometer ostsüdöstlich von Lure und etwa 20 Kilometer westlich der Stadt Belfort (Luftlinie). Das Dorf erstreckt sich im östlichen Teil des Départements, in der Talmulde der Clairegoutte, am Westrand der Höhen des Chérimont.
Die Fläche des 3,68 km² großen Gemeindegebiets umfasst einen Abschnitt in der gewellten Landschaft südöstlich der Ebene von Lure. Der westliche Teil des Gebietes wird von der Talmulde der Clairegoutte eingenommen, die für die Entwässerung zum Rognon sorgt. Die Alluvialniederung liegt durchschnittlich auf 300 m und weist eine Breite von rund 500 Metern auf. Sie wird überwiegend landwirtschaftlich genutzt. 
Nach Osten erstreckt sich das Gemeindeareal auf die bewaldete Höhe des Bois de Magny-Jobert, auf der mit 408 m die höchste Erhebung von Magny-Jobert erreicht wird. Diese Höhe gehört zu den westlichen Ausläufern des Chérimont. Sie ist aus Buntsandstein der unteren Trias aufgebaut. Die östliche Abgrenzung markiert das tief eingeschnittene Tal des Ruisseau des Battants, eines Zuflusses des Ruisseau de Fau im Einzugsgebiet des Rognon.
Nachbargemeinden von Magny-Jobert sind Andornay und Clairegoutte im Norden, Frédéric-Fontaine im Osten, Lomont im Süden sowie Lyoffans im Westen.

## Geschichte
Den Ursprung der Siedlung bildete eine im 12. Jahrhundert erwähnte Mühle des Klosters Lure an der Clairegoutte. Urkundlich erwähnt wird Magny-Jobert im Jahr 1547 unter dem Namen Maigny Jobert, 1554 als Maingny Jobert und 1600 als Magny Jaber. Die heutige Schreibweise ist seit 1755 belegt. Der Ortsname leitet sich vermutlich vom germanischen Personennamen Galbert ab, während Magny auf das lateinische Wort mansio (Wohnung, Herberge) zurückgeht. Im Mittelalter gehörte Magny-Jobert zur Freigrafschaft Burgund und darin zum Gebiet des Bailliage d’Amont. Zusammen mit der Franche-Comté gelangte der Ort mit dem Frieden von Nimwegen 1678 definitiv an Frankreich. Heute ist Magny-Jobert Mitglied des 22 Ortschaften umfassenden Gemeindeverbandes Communauté de communes du Pays de Lure. Magny-Jobert besitzt keine eigene Kirche, es gehört zur Pfarrei Lyoffans.

## Bevölkerung
| Jahr                       | 1962 | 1968 | 1975 | 1982 | 1990 | 1999 | 2006 |
| Einwohner                  | 85   | 76   | 67   | 83   | 87   | 69   | 90   |
| Quellen: Cassini und INSEE |      |      |      |      |      |      |      |

Mit 131 Einwohnern (1. Januar 2022) gehört Magny-Jobert zu den kleinsten Gemeinden des Départements Haute-Saône. Nachdem die Einwohnerzahl in der ersten Hälfte des 20. Jahrhunderts deutlich abgenommen hatte (1886 wurden noch 192 Personen gezählt), wurden seit Beginn der 1950er Jahre nur noch relativ geringe Schwankungen verzeichnet.

## Wirtschaft und Infrastruktur
Magny-Jobert ist noch heute ein vorwiegend durch die Landwirtschaft (Ackerbau, Obstbau und Viehzucht) und die Forstwirtschaft geprägtes Dorf. Außerhalb des primären Sektors gibt es nur wenige Arbeitsplätze im Ort. Einige Erwerbstätige sind deshalb Wegpendler, die in den größeren Ortschaften der Umgebung und in der Agglomeration Belfort-Montbéliard ihrer Arbeit nachgehen.
Die Ortschaft ist verkehrstechnisch gut erschlossen. Sie liegt nahe der Departementsstraße D438, die von Lure nach Montbéliard führt und in diesem Bereich zur vierspurigen Schnellstraße ausgebaut ist. Weitere Straßenverbindungen bestehen mit Lyoffans, Andornay und Frédéric-Fontaine.